# 灵武市
灵武市是中華人民共和國寧夏回族自治區中部、黄河东岸的一个縣級市，由自治区首府银川市管辖。以西南东北向的黄河与永宁县成界，北接兴庆区，距西南部的吴忠市15公里。在西汉灵州、在北魏灵州、唐灵州，均不在今天的灵武市，隋唐、西夏时灵州在今宁夏回族自治区吴忠市西北，今天的灵武市区为明宣德年间所建。明洪武十七年（1384年），黄河发大水，淹没古灵州城（今吴忠市古城镇），“城凡三徙”，最后于宣德三年（1428年）迁至今灵武市市区，明朝慶王朱栴称为“今之新城”，即新灵州城。明朝时曾由陕西督司和宁夏卫交替管辖，清朝时划为隶属甘肃的宁夏卫，民国时期由甘肃省宁夏道管辖。
灵武市以其窑址所出的灵武窑闻名。市政府驻灵州大道北侧鼓楼东。

## 历史
秦始皇统一诸国后，蒙恬曾率军在此地修筑城墙、军事要塞来屯守北疆，防卫匈奴。到西汉时的汉惠帝四年（公元前191年）在当时黄河在青铜峡以下的干流和支流汇聚的洲岛上设置古灵洲县，因“水中可居者曰洲，此地在河之洲，随水高下，未尝沦没，故号灵洲”而得名，立城市，是当时整片茫茫戈壁草原上的政治经济中心；但在后来灵州城址曾多次因黄河水患而三次迁移，其中较为肯定的是古灵州城位于今吴忠市境内。
北魏灭夏国后夺取了宁夏地区，并在太武帝太延二年（公元436年）在今吴忠市西的永宁县望洪镇东的黄河边（古灵州地区）建造了军政合一的薄骨律镇。“薄骨律”一词来自前夏国国王赫连勃勃的一匹“白口骝”骏马这一名称的音转。公元444年刁雍被太武帝任作薄骨律镇将开发古灵州、兴修水利以及发展黄河河运。公元公元448年他在河西修筑了一个屯兵储粮的城堡，此城堡因刁雍受到太武帝表彰而被命名作刁公城。北魏孝明帝孝昌二年（公元526年）改置灵州。隋朝，这里的地位再次上升，是灵武路行军大总管的驻地。
唐代安禄山叛乱，长安失陷，唐肃宗就是在靈州即位的。
宋太宗时，党项首领李继迁攻下靈州，后西夏国独立。
1996年5月银南地区灵武县撤销，设立县级灵武市。1998年5月， 银南地区改为地级吴忠市，灵武市由吴忠市代管。2001年12月，灵武市划归银川市代管。

## 人口
2020年，灵武市常住总人口294156人。其中回族人口130668人，占总人口44.4%；汉族人口162282人，占总人口55.2%。城镇人口200920人，乡村人口93236万人，城镇化率68.3%；男性160984人，女性133172人，男女性别比是120.88%（女为100%）。

## 行政区划
灵武市下辖1个街道办事处、6个镇、2个乡：
城区街道、东塔镇、郝家桥镇、崇兴镇、宁东镇、马家滩镇、临河镇、梧桐树乡、白土岗乡和灵武农场。

## 交通
- 307国道过境。
- 344国道终点。

和银川、宁东有城际高速和汽车链接，城市西北有高铁站
S30古青高速，G85银昆高速过境